# Сок (річка)
Сок — річка в Оренбурзькій та Самарській областях, ліва притока Волги. Довжина 364 км, сточище 11,7 тис. км².
Має витоки на Бугульмінсько-Белебєєвський височині. Впадає в Саратовське водосховище в північній частині міста Самара.
Живлення в основному снігове. Повінь в квітні — початку травня. Середня витрата води 33,3 м ³/сек. Льодостав — наприкінці жовтня — на початку грудня, розкривається в квітні. Стікання в межень зарегульоване греблями, побудованими на притоках. Притока справа — Кондурча.
На Соку розташовані селища Серноводськ (бальнеологічний курорт) і Сургут. Річка судноплавна в нижній течії.